# 정발장군묘
정발장군묘(鄭撥將軍墓)는 대한민국 경기도 연천군 미산면 백석에 있는, 조선 중기의 무신 백운(白雲) 정발(1553∼1592) 장군의 묘이다. 1979년 9월 3일 경기도의 기념물 제51호로 지정되었다.

## 개요
백운(白雲) 정발(1553∼1592) 장군은 선조 12년(1579)에 무과에 급제하여 선전관이 되고 그 후 계속 벼슬에 올라 군비를 정비하고 병사를 훈련시키는데 힘썼다. 선조 25년(1592)에 임진왜란이 일어났을 때 부산에 침입한 왜군을 맞아 용감히 싸웠으나 성이 함락되고 장군도 전사하였다. 장군의 시신은 찾지 못하였으나 그가 타고 다니던 말이 투구와 갑옷을 물고와서 그것으로 장례를 치렀다고 하며, 죽은 후에 좌찬성의 벼슬에 올랐다.
봉분은 하나이며 부인 풍천 임씨와의 합장묘이다. 봉분 앞에는 돌로 만든 장명등(長明燈)이 있고, 좌우에는 멀리서도 무덤이 있음을 알려주는 망주석(望柱石)과 무인석이 1쌍씩 배치되어 있다. 송시열이 글을 지은 묘비가 있었으나 한국전쟁 때 없어졌고 1982년에 새로 만든 묘비가 봉분 우측에 세워져 있다.

## 같이 보기
- 정발

## 참고 자료
- 정발장군묘 - 국가유산청 국가유산포털